# William Marriott Canby
William Marriott Canby (1831-1904) fue un profesor, botánico y empresario estadounidense.
Se especializó en plantas insectívoras, como la atrapamoscas, tema sobre el que mantuvo correspondencia con Charles Darwin.

## Algunas publicaciones
- 1885. Autobiography and Reminiscences of August Fendler
- 1877. Desiderata. 8 pp.
- 1874. Darlingtonia Californica, an Insectivorous Plant. Proc. Am. Assoc. Adv. Science 232: 64-72. 1874.
- 1868. Notes on Dionaea muscipula Ellis. Gardener's Monthly 10:229-232.
- 1862. Correspondence: Canby (William Marriott) and Engelmann (George)

## Honores
- Presidente del Board of Park Commissioners, por 22 años[2]

### Eponimia
Género
- (Papaveraceae) Canbya Parry ex A.Gray[3]

Especies
- (Acanthaceae) Siphonoglossa canbyi (Greenm.) Hilsenb.[4]
- (Apiaceae) Angelica canbyi J.M.Coult. & Rose[5]
- (Campanulaceae) Dortmanna canbyi (A.Gray) Kuntze[6]

- La abreviatura «Canby» se emplea para indicar a William Marriott Canby como autoridad en la descripción y clasificación científica de los vegetales.[7]